# كريس ارمسترونغ
كريس ارمسترونغ (بالإنجليزية: Chris Armstrong)‏ (5 أغسطس 1982 بنيوكاسل أبون تاين في المملكة المتحدة - ) هو لاعب كرة قدم بريطاني في مركز الوسط. شارك مع منتخب إنجلترا تحت 20 سنة لكرة القدم ومنتخب اسكتلندا الثانوي لكرة القدم ‏. أما مع النوادي، فقد لعب مع أولدهام أثلتيك وشيفيلد يونايتد ونادي بلاكبول ونادي بوري ونادي ريدنغ.

## وصلات خارجية
- كريس ارمسترونغ على موقع قاعدة بيانات كرة القدم.إي يو (الإنجليزية)
- كريس ارمسترونغ على موقع Soccerbase.com (لاعب) (الإنجليزية)
- كريس ارمسترونغ على موقع عالم كرة القدم.نت (الإنجليزية)